# Đom đóm (cây)
Đom đóm hay còn gọi bọ nẹt, sói dại (danh pháp khoa học: Alchornea rugosa) là một loài thực vật có hoa trong họ Đại kích. Loài này được (Lour.) Müll.Arg. mô tả khoa học đầu tiên năm 1865.